# Anthaxia
Anthaxia är ett släkte av skalbaggar som beskrevs av Johann Friedrich von Eschscholtz 1829. Anthaxia ingår i familjen praktbaggar.

## Bildgalleri

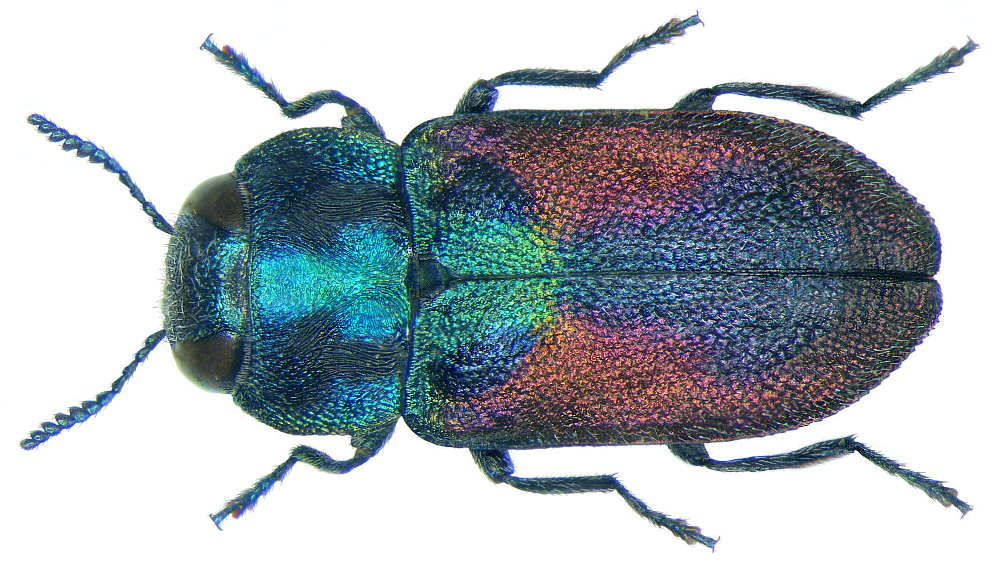
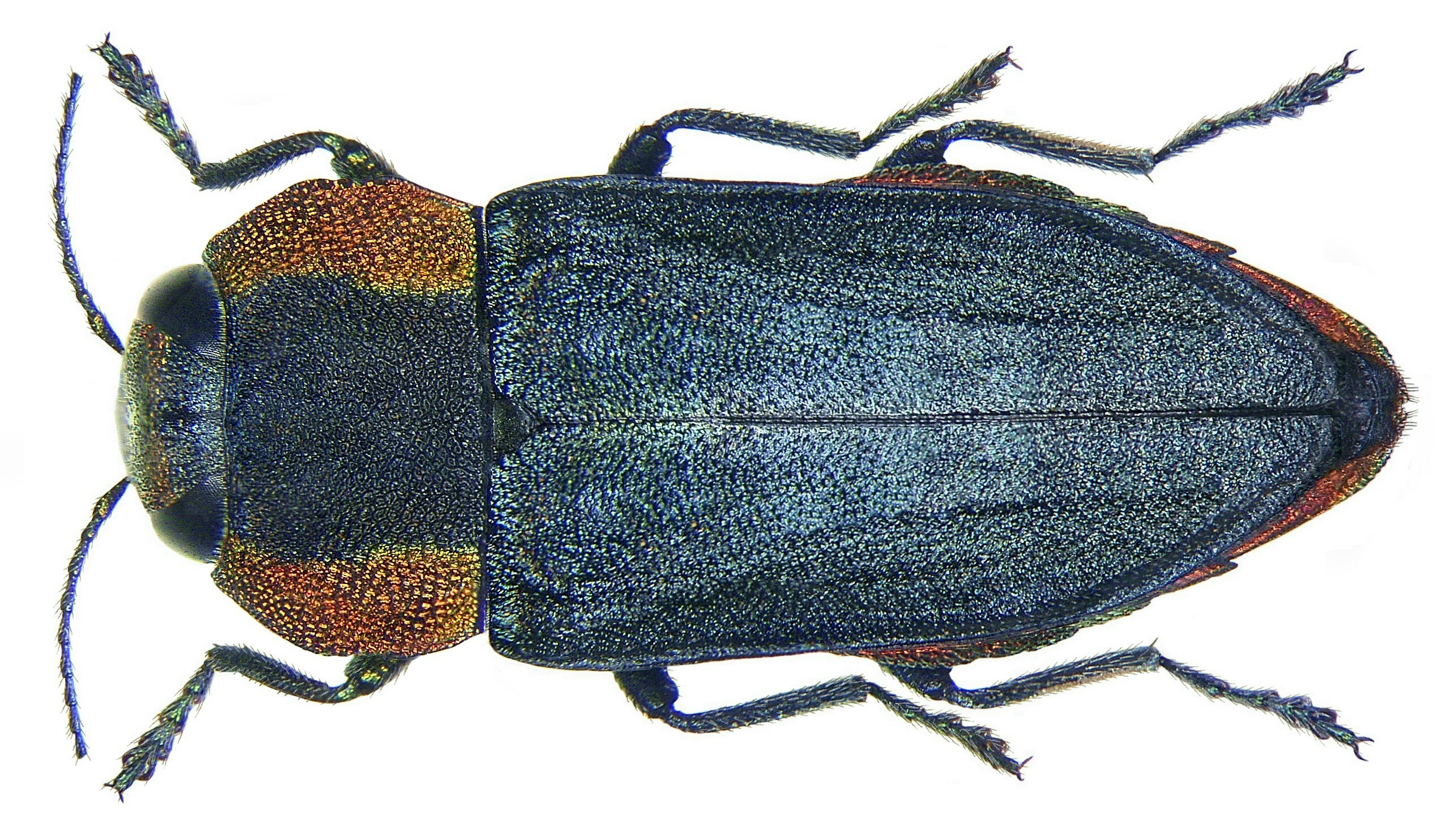
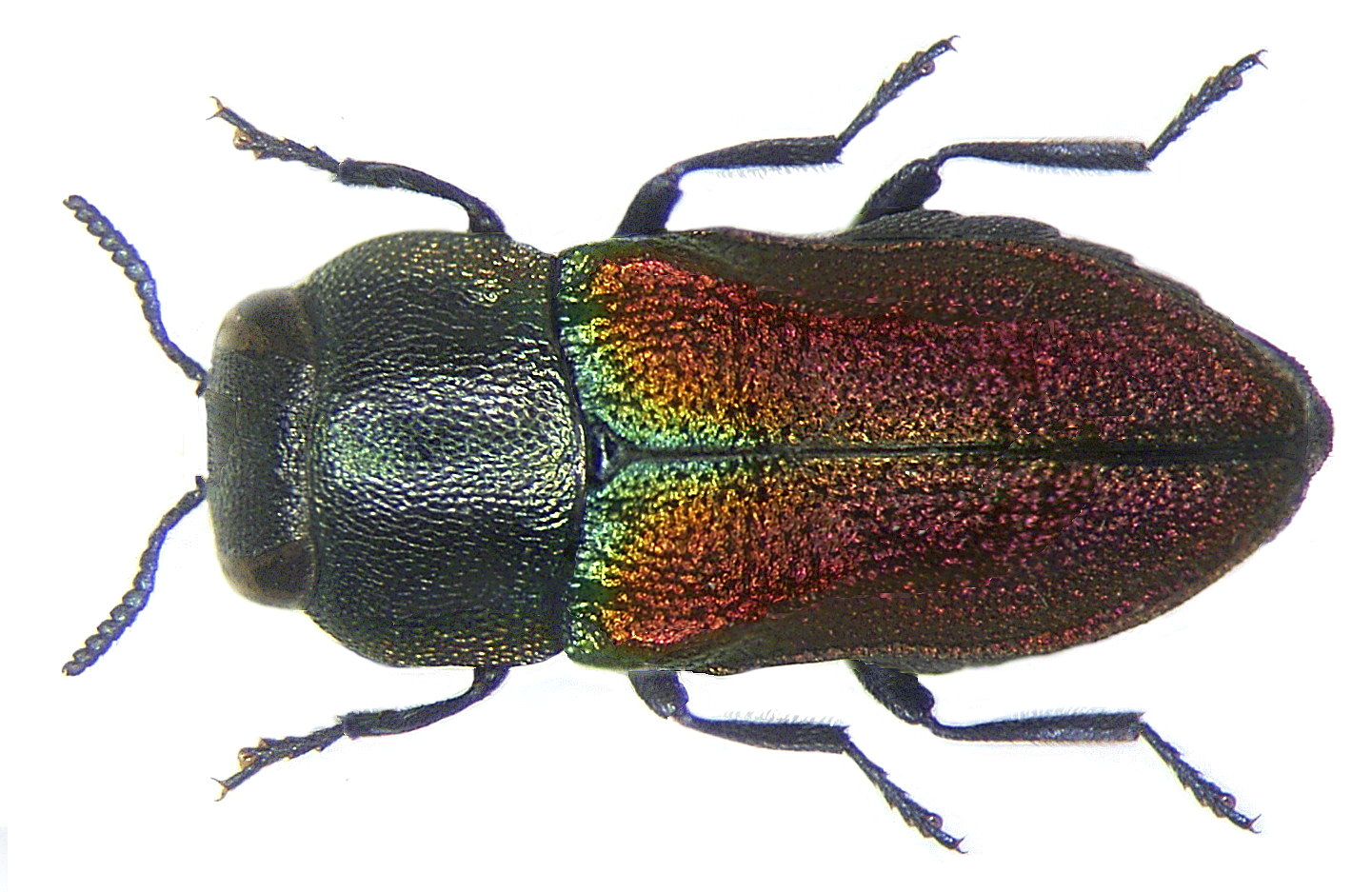
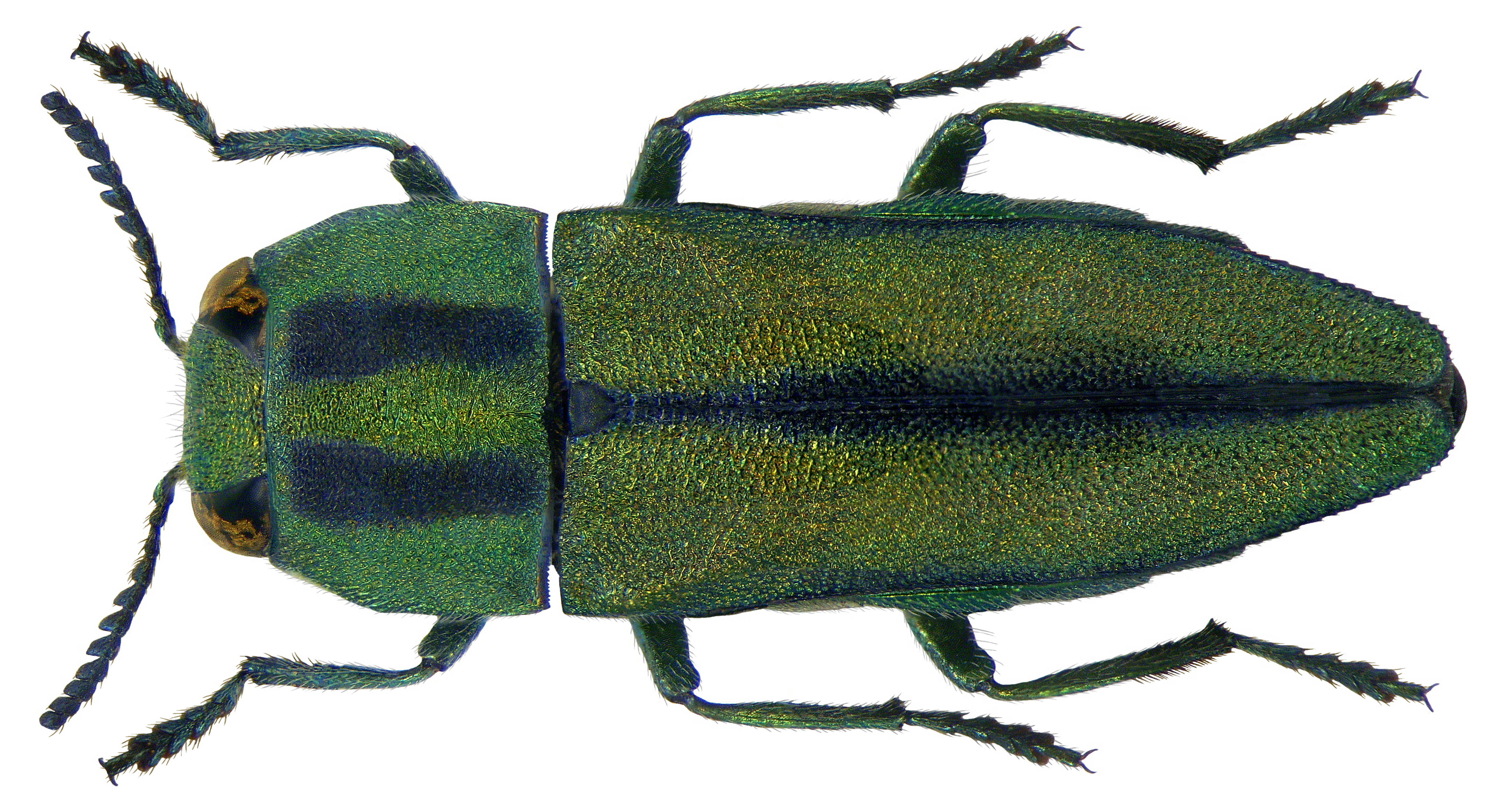
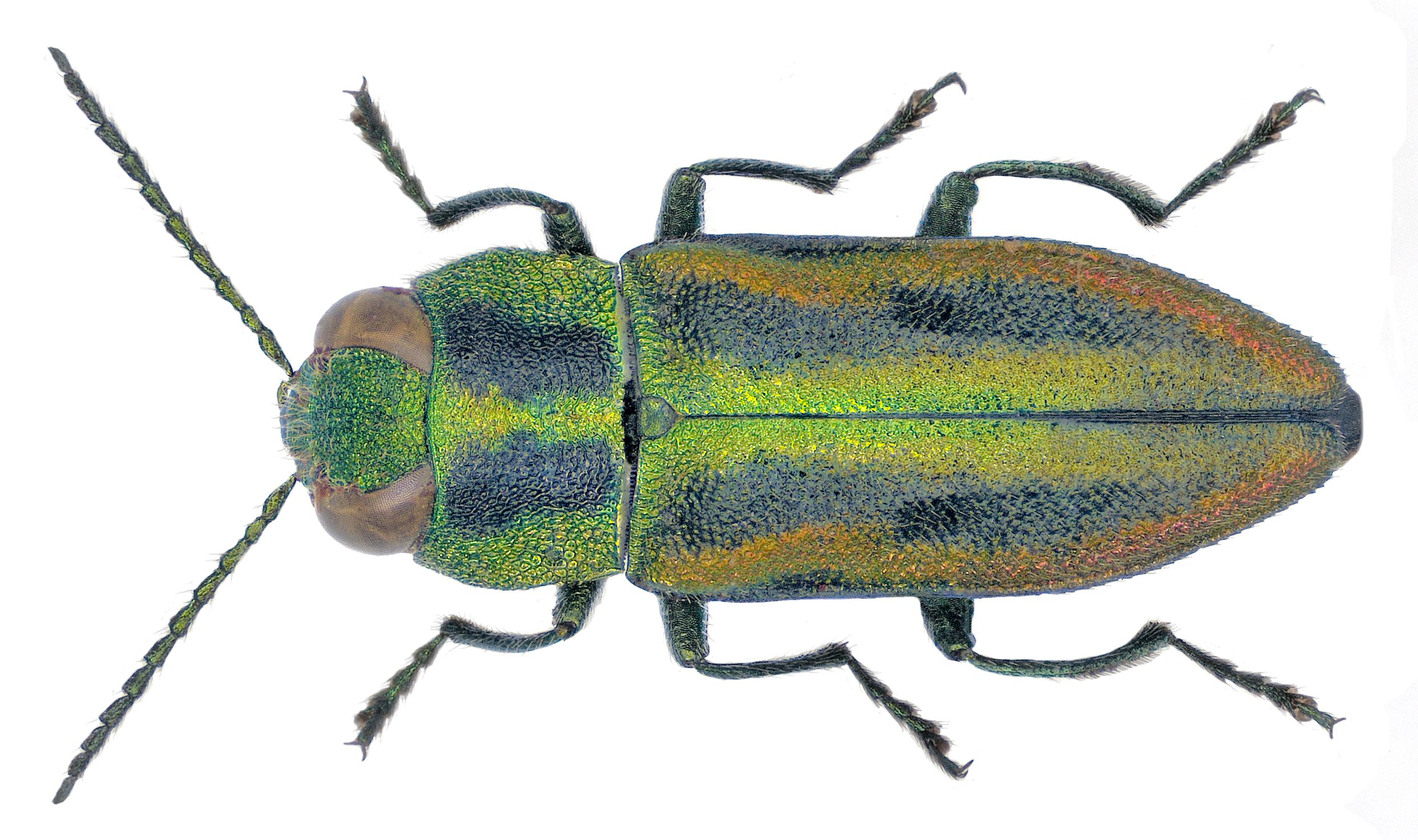
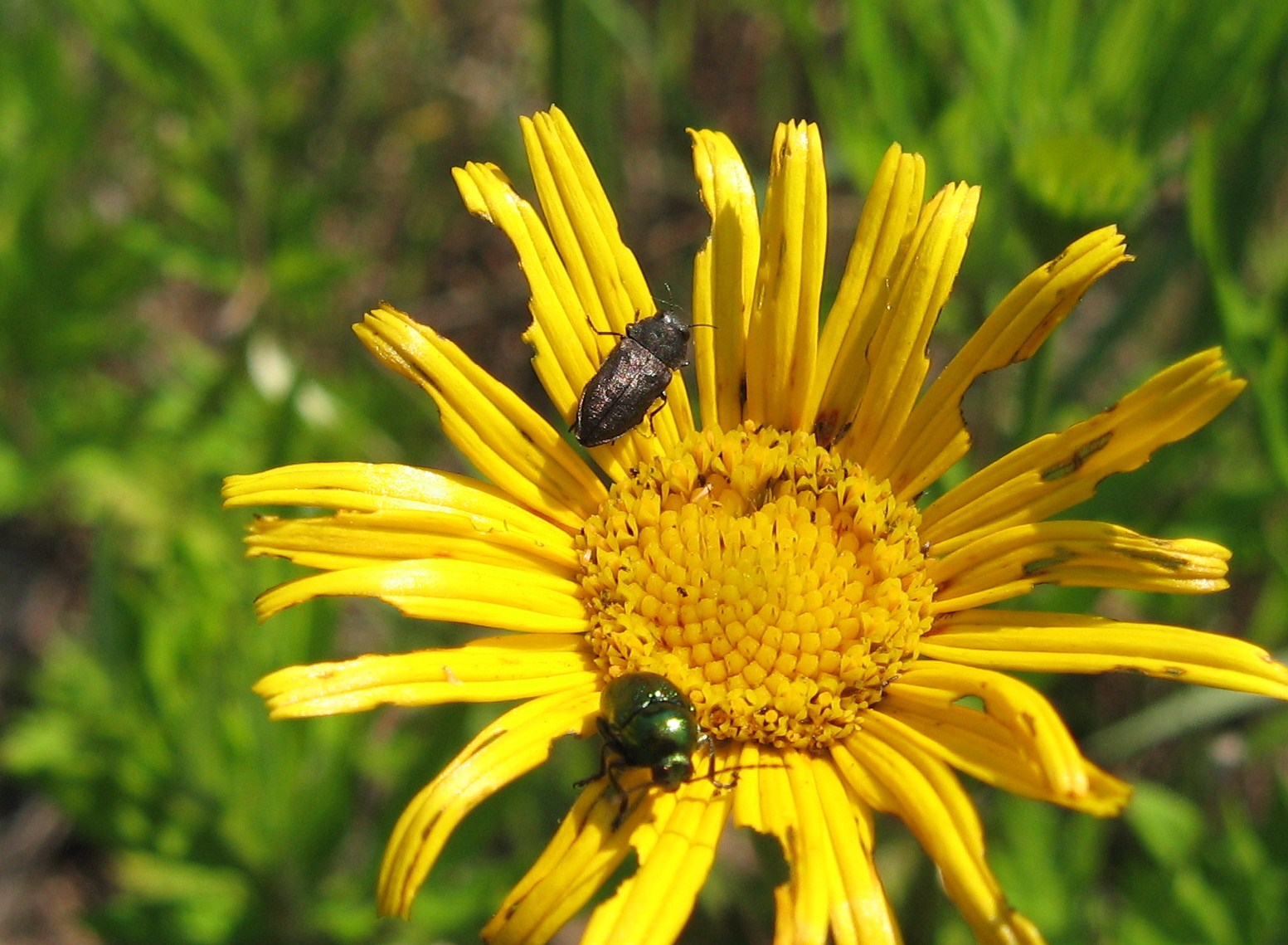

## Dottertaxa tillAnthaxia, i alfabetisk ordning[1][2]
- Anthaxia aeneogaster
- Anthaxia aenescens
- Anthaxia barri
- Anthaxia californica
- Anthaxia carolinensis
- Anthaxia carya
- Anthaxia caseyi
- Anthaxia cupriola
- Anthaxia cyanella
- Anthaxia dichroa
- Anthaxia emarginata
- Anthaxia embrikstrandella
- Anthaxia exasperans
- Anthaxia expansa
- Anthaxia fisheri
- Anthaxia furnissi
- Anthaxia godeti
- Anthaxia hatchi
- Anthaxia helferiana
- Anthaxia helvetica
- Anthaxia hurdi
- Anthaxia imperfecta
- Anthaxia inornata
- Anthaxia knulli
- Anthaxia leechi
- Anthaxia manca
- Anthaxia nanula
- Anthaxia neofunerula
- Anthaxia nevadensis
- Anthaxia nitidula
- Anthaxia oregonensis
- Anthaxia pennsylvanica
- Anthaxia porella
- Anthaxia prasina
- Anthaxia quadripunctata
- Anthaxia quercata
- Anthaxia quercicola
- Anthaxia retifer
- Anthaxia salicis
- Anthaxia sculpturata
- Anthaxia serripennis
- Anthaxia similis
- Anthaxia simiola
- Anthaxia strigata
- Anthaxia subprasina
- Anthaxia tarsalis
- Anthaxia wallowae
- Anthaxia viridicornis
- Anthaxia viridifrons